# 伊東義益
伊東 義益（いとう よします）は、戦国時代の武将、日向国の戦国大名。日向伊東氏12代（伊東氏17代）当主。都於郡城主。

## 略歴
庶子であったが兄・歓虎丸が早世したため後継者に定められ、永禄3年（1560年）に家督を相続し、都於郡城主となって義祐の後見を受けて伊東家の全盛期を築いた。智勇に優れ性格も温厚であったため父以上に家臣団、民衆から慕われたという。家督相続後も、当主として引き続き都於郡にあり、佐土原城の義祐との二頭政治が行われた。
永禄12年（1569年）、都於郡の岩崎稲荷に参籠中、病にかかって死去。都於郡城中全ての者が剃髪して菩提を弔うという異例の葬儀が行われた。
正室は一条房基の娘・阿喜多で、伊東氏と敵対関係にあった薩摩藩側の史料『本藩人物誌』によれば伊東大炊介の計らいで結婚したという。阿喜多との間には義賢・祐勝・阿虎の方（伊東祐兵正室）をもうけた。

## 義益の側室
義益には正室・阿喜多の他に側室がいたという話も伝わるが、伊東氏の系図等には記載がない。
薩摩藩側の史料『本藩人物誌』では、野村松綱の妹である福園は、義益の結婚前からの側室であり、一条氏との結婚後に野村家に返される。しかし阿喜多の命により殺害され、野村氏が天正5年（1577年）の「伊東崩れ」に加担する遠因になったと書かれている。
同じく薩摩藩側の史料『鹿児島県旧記雑録拾遺 伊地知季安著作史料集三』の『野村氏系図』でも福園が義益の側室とは書かれていないものの、義益夫人の命で殺害されたことが記載されている。